# Emil Paur
Emil Paur (1855 en Czernowitz, Austria, hoy Ucrania - 1932 en Mistek, Checoslovaquia, hoy República Checa) fue un director de orquesta austriaco. Estudió en Viena antes de trabajar como director en Kassel, Königsberg y Leipzig. Entonces emigró a Estados Unidos para dirigir en Boston, Nueva York y Pittsburgh antes de regresar a Europa para dirigir ópera en Berlín.
Fue considerado un director serio, que favoreció las obras Brahms que en su tiempo se consideraba de difícil escucha.
| Predecesor: Arthur Nikisch | Directores Musicales, Orquesta Sinfónica de Boston 1893–1898       | Sucesor: Wilhelm Gericke   |
| Predecesor: Anton Seidl    | Directores Musicales, Orquesta Filarmónica de Nueva York 1898–1902 | Sucesor: Walter Damrosch   |
| Predecesor: Victor Herbert | Directores Musicales, Orquesta Sinfónica de Pittsburgh 1904–1910   | Sucesor: Antonio Modarelli |

- Datos: Q78982
- Multimedia: Emil Paur / Q78982